# Кистатиам
Кистатиам  (рос. Кыстатыам) — село у Жиганському улусі Республіки Сахи Російської Федерації.
Населення становить 405  осіб. Належить до муніципального утворення Кистатиам (евенкійське муніципальне утворення).

## Географія
Село розташоване на півночі регіону, на Центральноякутській низовині, на березі річки Кистатиамка, поблизу її впадіння до річки Лени.
Відстань до улусного центру — села Жиганськ — 62 км. 

### Клімат
| Клімат Кистатиама         | Клімат Кистатиама | Клімат Кистатиама | Клімат Кистатиама | Клімат Кистатиама | Клімат Кистатиама | Клімат Кистатиама | Клімат Кистатиама | Клімат Кистатиама | Клімат Кистатиама | Клімат Кистатиама | Клімат Кистатиама | Клімат Кистатиама | Клімат Кистатиама |
| Показник                  | Січ.              | Лют.              | Бер.              | Квіт.             | Трав.             | Черв.             | Лип.              | Серп.             | Вер.              | Жовт.             | Лист.             | Груд.             | Рік               |
| Середній максимум, °C     | −35,5             | −31               | −18,2             | −5,6              | 5,4               | 16,9              | 21,4              | 17,0              | 7,7               | −7,3              | −26,3             | −33               | −7                |
| Середня температура, °C   | −38,9             | −34,5             | −23,4             | −11,5             | 1,0               | 12,0              | 16,1              | 11,9              | 3,8               | −10,6             | −29,7             | −36,5             | −11               |
| Середній мінімум, °C      | −42,3             | −38               | −28,5             | −17,3             | −3,3              | 7,1               | 10,8              | 6,9               | −0,1              | −13,9             | −33,1             | −39,9             | −15               |
| Норма опадів, мм          | 10                | 9                 | 11                | 12                | 19                | 31                | 45                | 41                | 36                | 34                | 18                | 14                | 280               |
| ------------------------- | ----------------- | ----------------- | ----------------- | ----------------- | ----------------- | ----------------- | ----------------- | ----------------- | ----------------- | ----------------- | ----------------- | ----------------- | ----------------- |
| Джерело: climate-data.org |                   |                   |                   |                   |                   |                   |                   |                   |                   |                   |                   |                   |                   |

## Історія
Згідно із законом від 30 листопада 2004 року органом місцевого самоврядування є Кистатиам (евенкійське муніципальне утворення).

## Населення
| 2002 | 2010 | 2011 | 2012 | 2013 | 2014 | 2015 |
| ---- | ---- | ---- | ---- | ---- | ---- | ---- |
| 453  | ↘397 | →397 | ↘389 | ↗393 | ↘390 | ↗395 |
| 2016 | 2017 | 2018 |      |      |      |      |
| ↗406 | ↘405 | →405 |      |      |      |      |